# Marco Mengoni
Marco Mengoni, född 25 december 1988 i Ronciglione, är en italiensk sångare och låtskrivare.

## Karriär

### Eurovision Song Contest
Den 17 februari 2013 blev det klart att Mengoni kommer att representera Italien i Eurovision Song Contest 2013, där han placerade sig på plats 7 med 126 poäng.
2023 tävlade Mengoni återigen i San Remo-festivalen, Italiens uttagning för Eurovision, med låten "Due Vite". Han vann och erbjöds därmed att representera Italien i Eurovision Song Contest 2023 vilket han tackade ja till. I finalen slutade han på en fjärde plats med 350 poäng.

## Diskografi

### Studioalbum
- 2011 - Solo 2.0

### EP-skivor
- 2009 - Dove si vola
- 2010 - Re matto

### Livealbum
- 2010 - Re matto live

### Singlar
- 2009 - "Dove si vola"
- 2010 - "Credimi ancora"
- 2010 - "Stanco (Deeper Inside)"
- 2010 - "In un giorno qualunque"
- 2011 - "Solo (Vuelta al ruedo)"
- 2011 - "Tanto il resto cambia"
- 2012 - "Dall'inferno"
- 2013 - "L'essenziale"